# 湖南民族职业学院
29°17′52″N 113°08′51″E / 29.297646°N 113.147464°E
湖南民族职业学院位于湖南省岳阳市学院路，是湖南省一所高等专科大学。

## 历史
1952年4月20日，岳阳市创建了“长沙专区师范学校”，它是“湖南民族职业学院”的前身。
1952年9月份，“长沙专区师范学校”改名为“湘潭专区师范学校”。
1953年9月份，“湘潭专区师范学校”改名为“岳阳师范学校”。
1993年，学校展开援藏工程，开始为西藏培养教师。
2003年，学校升格为专科大学，改名为“湖南民族教育职业学院”。
2004年3月5日，“湖南民族教育职业学院”改名为“湖南民族职业学院”。

## 学校院系
湖南民族职业学院拥有6个系，1个学院，20多个专业。

### 系
经济管理系、信息技术系、外语系、艺术系、学前教育系、初等教育系

### 学院
成人教育学院

### 主要专业
初等教育、学前教育、旅游管理、市场开发与营销、会计电算化、商务英语、旅游英语、计算机技术、汽车检测与维修、艺术设计

## 学校文化

### 校训
厚德强能，知行合一

### 校歌
湖南民族职业学院的校歌名叫《湖南民族职业学院校歌》，由张御球、黄湖滨作词，刘高俊、任力谱曲。

## 荣誉
湖南民族职业学院先后获得“中国中等师范学校名校”、“全国先进师范学校”、“全国教育援藏先进单位”、“全国民族团结进步模范集体”等荣誉称号。